# Jonas Bak
Jonas Bak (* 1985 in Konstanz) ist ein deutscher Filmregisseur und Drehbuchautor.

## Leben
Jonas Bak wurde in Konstanz geboren. Er studierte Regie am Edinburgh College of Art und lebte danach in London und Hong Kong. Nach seinem Abschluss drehte er die Kurzfilme Wanderdrachen und One and Many.
Sein Spielfilmdebüt Wood and Water wurde im Juni 2021 bei den Internationalen Filmfestspielen Berlin in der Sektion Perspektive Deutsches Kino gezeigt. In dem Film reist eine Mutter in das von Protesten geprägte Hongkong, um ihren Sohn zu finden, den sie viele Jahre nicht gesehen hat. Im Dezember 2021 steht der Film auf dem Programm des ArteKino-Festivals.

## Filmografie
- 2017: One and Many (Kurzfilm, Regie)
- 2017: Wanderdrachen (Kurzfilm, Regie und Drehbuch)
- 2021: Wood and Water (Regie und Drehbuch)

## Auszeichnungen
Cork International Film Festival
- 2021: Lobende Erwähnung der Youth Jury (Wood and Water)[6]

Festival Internacional de Curtas do Rio de Janeiro
- 2017: Nominierung im internationalen Wettbewerb (One and Many)[7]

Fünf Seen Filmfestival
- 2021: Nominierung als Beste Regiedebüt für den Young Cinema Award (Wood and Water)[8]

Internationale Filmfestspiele Berlin
- 2022: Auszeichnung mit dem Kompagnon-Förderpreis (She Makes and Unmakes)

Valladolid International Film Festival
- 2021: Nominierung als Bester Spielfilm (Wood and Water)[9]